# 柏崎警察署
柏崎警察署（かしわざきけいさつしょ）は、新潟県警察が管轄する警察署の一つである。

## 管轄区域
- 柏崎市
- 長岡市（旧小国町区域）
- 刈羽郡刈羽村

## 所在地
- 新潟県柏崎市日吉町5-10

## 沿革
- 1873年（明治6年）：柏崎取締所として発足
- 1877年（明治10年）：柏崎警察署となる
- 1974年（昭和49年）：庁舎移転新築

## 組織
- 警務課
- 会計課
- 生活安全課
- 地域課
- 刑事課
- 交通課
- 警備課

## 交番

### 柏崎市
- 柏崎駅前交番（柏崎市駅前1丁目1-6）
- 比角交番（柏崎市小倉町8-9）
- 田尻交番（柏崎市大字上田尻796-2）
- 平成大橋交番（柏崎市槇原町7-30）

### 長岡市
- 小国交番（長岡市小国町相野原304-1）

## 駐在所

### 柏崎市
- 高柳駐在所（柏崎市高柳町岡野町1753-7）
- 鯖石駐在所（柏崎市大字加納2617）
- 西山駐在所（柏崎市西山町西山348-4）
- 別山駐在所（柏崎市西山町別山2047-3）
- 石地駐在所（柏崎市西山町石地222-2）
- 曾地駐在所（柏崎市大字曽地825-2）
- 広田駐在所（柏崎市大字大広田194-18）
- 北条駐在所（柏崎市大字北条3553-7）
- 鯨波駐在所（柏崎市鯨波2丁目4-44）
- 新道駐在所（柏崎市大字新道5321-4）
- 米山駐在所（柏崎市米山町1286-2）

### 刈羽村
- 刈羽駐在所（刈羽郡刈羽村大字刈羽861-7）